# One Step Further
 One step further, Reino Unido, no Festival Eurovisão da Canção 1982.

"One step further" (Um passo mais longe) foi a canção que representou o Reino Unido no Festival Eurovisão da Canção 1982. Foi interpretada em  cantado em inglês pela banda Bardo.
A canção tinha letra e música de Simon Jefferies e foi orquestrada por Ronnie Hazlehurst.
Em Harrogate (onde teve lugar o Festival Eurovisão da Canção 1982), a canção britânica foi a quarta a ser interpretada, depois da canção norueguesa e antes da canção turca Hani? , interpretada por Neco. 
No final da votação, recebeu 76 votos e classificou-se em 7.º lugar (entre 18 países concorrentes).
De referir que esta canção atingiu o segundo lugar do top britânico de vendas.